# Michel Merkt
Michel Merkt (* 19. listopadu 1972) je švýcarský filmový producent. Po dokončení studia na lyceu v Ženevě pracoval v různých zaměstnáních a následně začal studovat právnickou školu. Několik jeho snímků, včetně Můj život Cuketky a Toni Erdmann, bylo nominováno na Oscara. V roce 2017 byl členem poroty na 52. ročníku Mezinárodního filmového festivalu Karlovy Vary.

## Filmografie (výběr)
- Mapy ke hvězdám (2014)
- Ve stínu žen (2015)
- Toni Erdmann (2016)
- Můj život Cuketky (2016)
- Elle (2016)
- Aquarius (2016)
- L'amant d'un jour (2017)
- The Death and Life of John F. Donovan (2018)